# Victor Herbert
Victor August Herbert, född 1 februari 1859 i Dublin, död 26 maj 1924, var en irländsk cellist, dirigent och kompositör.

## Biografi
Herbert var ursprungligen cellist och blev senare dirigent. Han ledde under flera år Pittsburgh Symphony Orchestra.
Han har skrivit flera operor men är mest känd för sina operetter bland annat Trollkarlen vid Nilen, Babes in Toyland och Naughty Marietta. Babes in Toyland har filmatiserats flera gånger, bland annat med komikerduon Helan och Halvan i filmen Det var två glada gesäller som utkom 1934.
Han var grundare av organisationen ASCAP.
Han var ursprungligen ifrån Dublin, men bodde under större delen av sitt liv i USA.

### Fotnoter
1. 1 2  Encyclopædia Britannica, Encyclopædia Britannica Online-ID: biography/Victor-Herberttopic/Britannica-Online, läst: 9 oktober 2017.[källa från Wikidata]
2. 1 2  SNAC, SNAC Ark-ID: w6xs64c0, läs online, läst: 9 oktober 2017.[källa från Wikidata]
3. 1 2  Internet Broadway Database, Internet Broadway Database person-ID: 8949, läst: 9 oktober 2017.[källa från Wikidata]
4. ↑  läs online, historyireland.com , läst: 23 december 2024.[källa från Wikidata]
5. 1 2 3  arkiv Storico Ricordi, Archivio Storico Ricordi person-ID: 9805, läst: 3 december 2020.[källa från Wikidata]
6. 1 2  Find a Grave, läs online, läst: 2 juli 2024.[källa från Wikidata]
7. ↑  Tjeckiska nationalbibliotekets databas, NKC-ID: jo2008446795, läst: 30 augusti 2020.[källa från Wikidata]
8. ↑  Lol Henderson, Lee Stacey (1999). Encyclopedia of Music in the 20th Century. Routledge Member of the Taylor and Francis Group. ISBN 978-1579580797
9. ↑  Norbert Aping (2004). Das Dick-und-Doof-Buch: die Geschichte von Laurel und Hardy in Deutschland. ISBN 978-3894723569